# António Miguel de Campos
António Miguel de Campos (Porto, 1951) é um tradutor, engenheiro e sinólogo português, responsável pela tradução para língua portuguesa diretamente a partir do chinês clássico das duas obras essenciais do taoismo, o Tao Te King de Lao Tse, e os escritos de Chuang Tse , editados em Portugal pela Relógio d'Água. Ex-residente de Macau.

## Ligações Externas
- Entrevista a António Miguel de Campos no Jornal Público
- Nota sobre o Li dos taoistas por Antonio Miguel de Campos para o Jornal Hoje Macau